# Olp

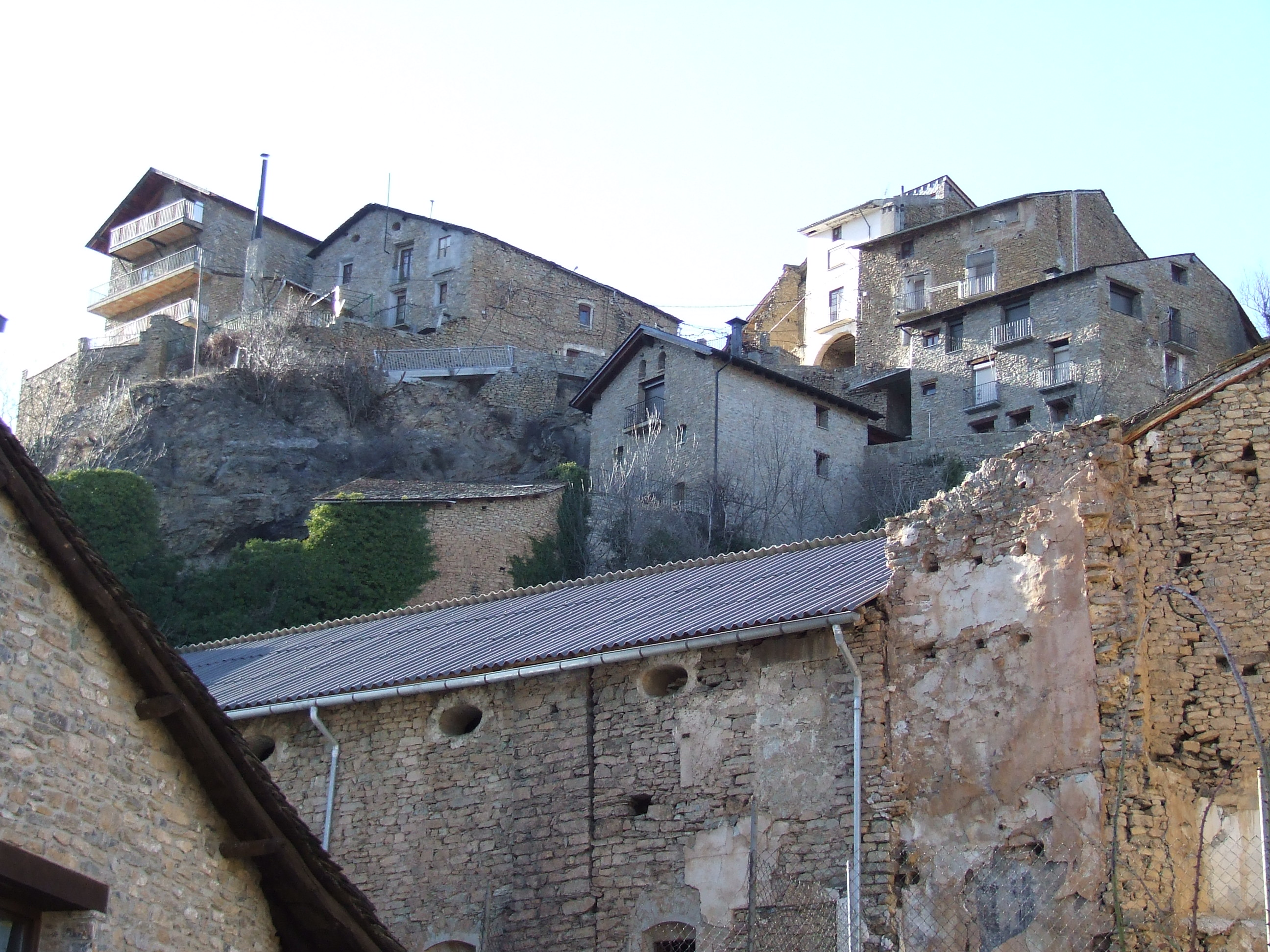
La Força d'Olp, des del poble baix

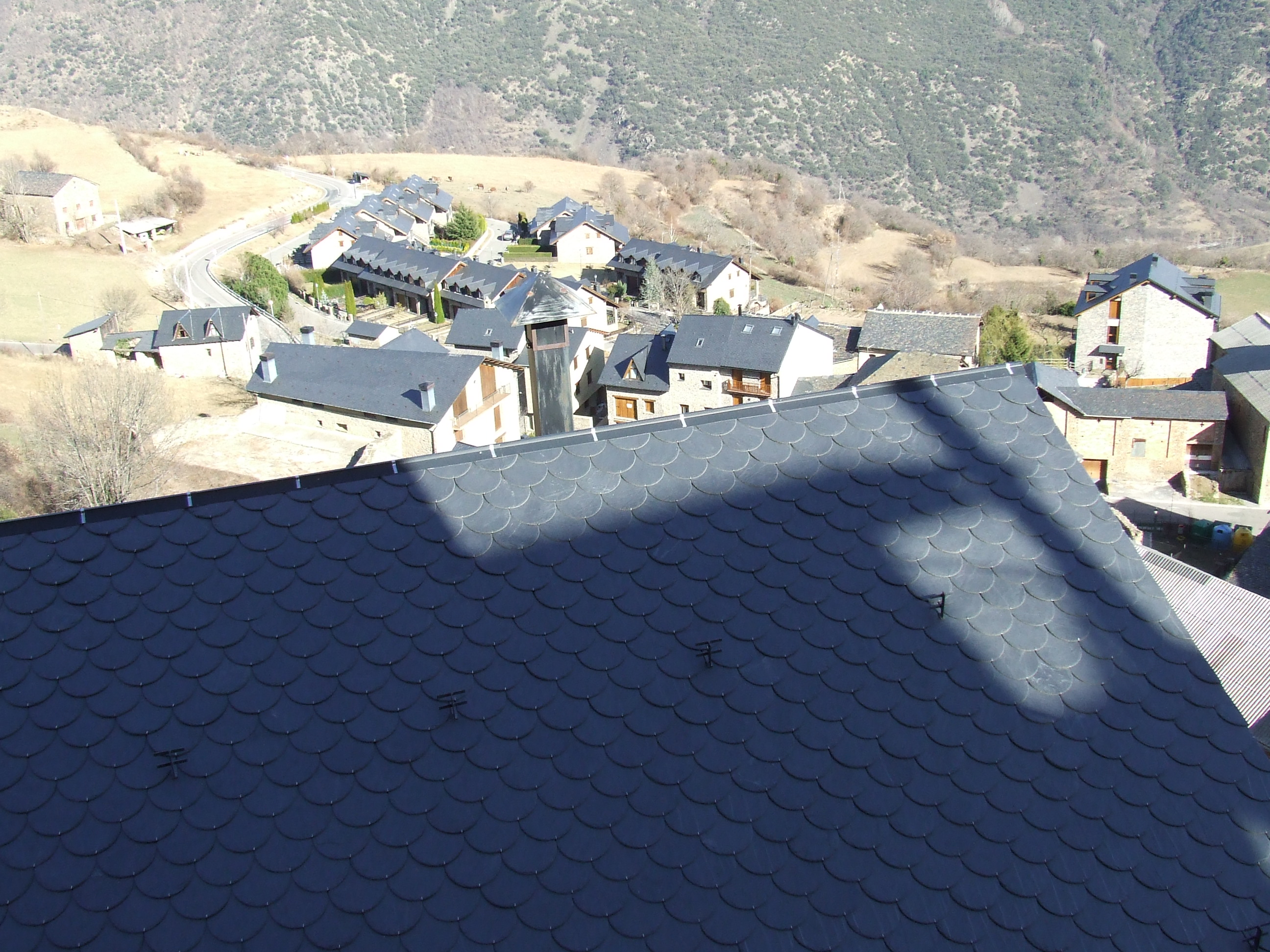
La Pleta, des de la Força

Olp és un poble del terme municipal de Sort, a la comarca del Pallars Sobirà. Fins al 1976 formà part del terme d'Enviny.
És al nord del seu actual cap municipal, Sort, enfilat a les muntanyes que marquen el marge dret de la Noguera Pallaresa i limiten pel sud-oest la Vall d'Àssua.
Es divideix en tres nuclis: a l'entrada, venint de Sort o de Pujalt, hi ha la Pleta, formada per un conjunt de cases adossades que s'organitzen en dos carrers paral·lels. Ocupa el lloc del que indica el seu nom: una pleta, on es recollia de nit el bestiar de pastoreig del poble.
Al voltant de l'església i de la plaça, amb la font i l'abeurador, hi ha el segon nucli, el poble pròpiament dit.
Finalment, a la part alta se situa la Força, l'antic poble murat, encastellat. Tant el segon com el tercer nucli, separats per un destacat desnivell, es lliguen per un carrer que dibuixa un eix vertical i en el qual se situen els rentadors.
Si es deixa de banda la Pleta, de construcció relativament recent, Olp es pot considerar un poble doble i, per tant, segueix el model d'altres nuclis de la zona que es constitueixen en la força i el poble (Àreu, Tavascan…). La força podia ser originalment només una fortificació, però amb el pas del temps també esdevingué un lloc d'habitació, en adossar-se les cases al castell.
En terres d'Olp es troben l'església parroquial de la Mare de Déu de la Candelera o de la Purificació, la capella de Sant Josep en un serrat al nord del poble, i les ruïnes de la capella de Sant Pere.

## Etimologia
Olp és, segons Joan Coromines un altre dels molt topònims pirinencs d'origen iberobasc. En aquest cas es tracta d'una forma derivada d'olo (petit edifici rústic), amb l'aparició de la b de reforç en afegir-hi l'article: olobol, que passà a obol i per metàtesi consonàntica a la forma actual.

## Geografia

### El poble d'Olp
Situat a l'esquerra del Barranc de les Lleres, el poble d'Olp es dividia tradicionalment en dos nuclis: el més enlairat, al nord-oest, la Força, romanent de l'antic poble clos, encastellat, i l'inferior, a la zona més plana i sud-est, amb l'església de la Mare de Déu de la Candelera al centre. Un barri modern, la Pleta, completa el poble actual.

## Cases del poble[2]
- Casa Agustí (3 cases)
- Casa Aleix
- Casa Besan
- Casa Carrera
- Casa Sabrià
- Casa Cinto
- Casa Còdol
- Casa Corme
- Casa Corral
- Casa Cucat (2 cases)
- Casa Forn
- Casa Guiem
- Casa Orteu (2 cases)
- Casa Joanetxic
- Casa Llatriu
- Casa Moriri
- Casa Masover
- Casa Mont-roset
- Casa Nona
- Casa Paller de Mont-roset
- Casa Podavinyes (1 casa i paller)
- Casa Forn de Cebrià
- Casa Rei
- Casa Sibília
- Casa Garatge de Cucat
- Casa Garatge de Sibília
- Casa Tallada
- Casa Xaus
- Casa Torregrossa
- Urbanització La Pleta (25 cases)

(Casa Mòdol entre elles)
- Paller de Sibília (4 apartaments)
- Paller Nou (10 apartaments)
- Paller de Besan (2 cases)
- Casa Antiga Rectoria
- Casa de l’Estudi
- Casa Pasqual

## Història

### Edat mitjana
Les primeres notícies d'Olp són de la fi del segle X (anys 981-985). L'any 1076, en una convinença, es fa esment del castell d'aquest lloc, les restes del qual romanen actualment entre les cases que constitueixen el nucli de la Força. L'església, dedicada a la Mare de Déu de la Candelera -més tard a la Purificació-, no és documentada fins al segle xiv, però es creu que ja existia en època romànica. Segons el fogatge del 1497, hi havia vint-i-dos focs a Olp.
Durant la Guerra del Pallars(1484-1487) en què les tropes dels Cardona com a braç armat del rei Ferran II van envair el comtat per foragitar el comte Hug Roger III, el castell d'Olp resistí durant nou dies el setge l'agost del 1485 fins que una bombarda gegant portada des de Solsona va fer caure les muralles, el castell i la força.
En commemoració d'aquesta batalla, Olp des del 2008 celebra les Festes Del Setge d'Olp el 15 d'agost amb un espectacle teatral sobre aquest tema i amb un muntatge cada any diferent.

### Edat moderna
En el fogatge del 1553, Olp declara 14 focs laics i un d'eclesiàstic (uns 75 habitants).

### Edat contemporània
Pascual Madoz dedica un article del seu Diccionario geográfico... a Olp. S'hi llegeix que és una localitat que forma part del districte municipal d'Enviny, que està situada a la dreta de la Noguera Pallaresa, en el vessant d'una muntanya elevada; la combaten els vents del nord i de l'oest. El clima hi és fred, i produeix inflamacions i pulmonies. Tenia en aquell moment 24 cases, una font i l'església parroquial de Santa Maria, que disposava de rector ordinari. Les terres són en general de bona qualitat, en zona muntanyosa. S'hi collia blat, sègol, ordi, moltes nous i fruites d'hivern. S'hi recriaven mules i hi havia el vacum necessari per a la feina agrícola. Hi havia una mica de caça de conills, llebres i perdius. El comerç, el derivat de la recria de mules. Comptava amb 18 veïns (caps de casa) i 133 ànimes (habitants).
En l'actualitat, hi viuen tot l'any entre 30 i 50 persones, encara que hi ha nombroses segones residències.

## Demografia[5]
| 1857 | 1888 | 1900 | 1910 | 1920 | 1930 | 1940 | 1950 | 1960 | 1970 | 1981 | 1991 | 2000 | 2002 | 2004 | 2006 | 2008 | 2010 | 2011 |
| ---- | ---- | ---- | ---- | ---- | ---- | ---- | ---- | ---- | ---- | ---- | ---- | ---- | ---- | ---- | ---- | ---- | ---- | ---- |
| 251  | 216  | 212  | 202  | 192  | 150  | 153  | 152  | 134  | 90   | 47   | 30   | 35   | 38   | 48   | 45   | 46   | 51   | 50   |